# مدولا (فلوریدا)
مدولا (به انگلیسی: Medulla) یک منطقهٔ مسکونی در ایالات متحده آمریکا است که در شهرستان پولک، فلوریدا واقع شده‌است. مدولا ۱۴٫۷ کیلومتر مربع مساحت و ۶٬۶۳۷ نفر جمعیت دارد و ۴۹ متر بالاتر از سطح دریا واقع شده‌است.